# Myosurus nitidus
Myosurus nitidus — вид квіткових рослин родини жовтецевих (Ranunculaceae).

## Поширення
Вид поширений на південному заході США (Колорадо, Аризона, Нью-Мексико). Росте у горах на висоті 1800—2100 над рівнем моря. Цвіте навесні.

## Опис
Невелика рослина. Стебло до 2 см заввишки. Листки вузькі, лінійні, 0,6–1,2 см завдовжки, ростуть з основи стебла. Квітконосних стебел декілька. Квітки зібрані у колоскоподібне суцвіття завдовжки 0,5–0,9 см. Насіння — ромбічні сім'янки розміром 0,8–1 × 0,6–0,8 мм.